# Brunello di Montalcino
Il Brunello di Montalcino è una DOCG riservata ad alcuni vini prodotti nel territorio di Montalcino, comune nella Toscana sud-orientale in provincia di Siena. È considerato tra i più longevi vini rossi italiani.

## Zona di produzione
La zona di produzione è interamente inscritta nel territorio del comune di Montalcino; ha una superficie complessiva di 243,62 chilometri quadrati, è delimitata dalle valli dei fiumi Orcia, Asso e Ombrone e si sviluppa altimetricamente dai 120 m s.l.m. lungo i fiumi fino ai 650 metri a ridosso del Poggio Civitella. 
Il clima è mediterraneo, tendenzialmente asciutto.

## Storia
La vocazione del territorio di Montalcino a produrre vini di grande qualità è nota da molti secoli: nel Medioevo gli statuti comunali regolamentavano la data d'inizio vendemmia.
Risulta che durante l'assedio del 1553 il vino non mancò mai, tanto che Biagio di Monluc, alla difesa delle mura montalcinesi, per dissimulare le sofferenze «si arrubinava il volto con il robusto vino». Secondo il bolognese Leandro Alberti, Montalcino è «molto nominato per li buoni vini che si cavano da quelli ameni colli». L'auditore granducale Bartolomeo Gherardini nella sua visita a Montalcino del 1676-1677 segnala la produzione di 6050 some di vino descritto come «vino gagliardo, non però in gran quantità. Charles Thompson nel 1744 afferma che «Montalcino non è molto famosa eccetto che per la bontà dei suoi vini».

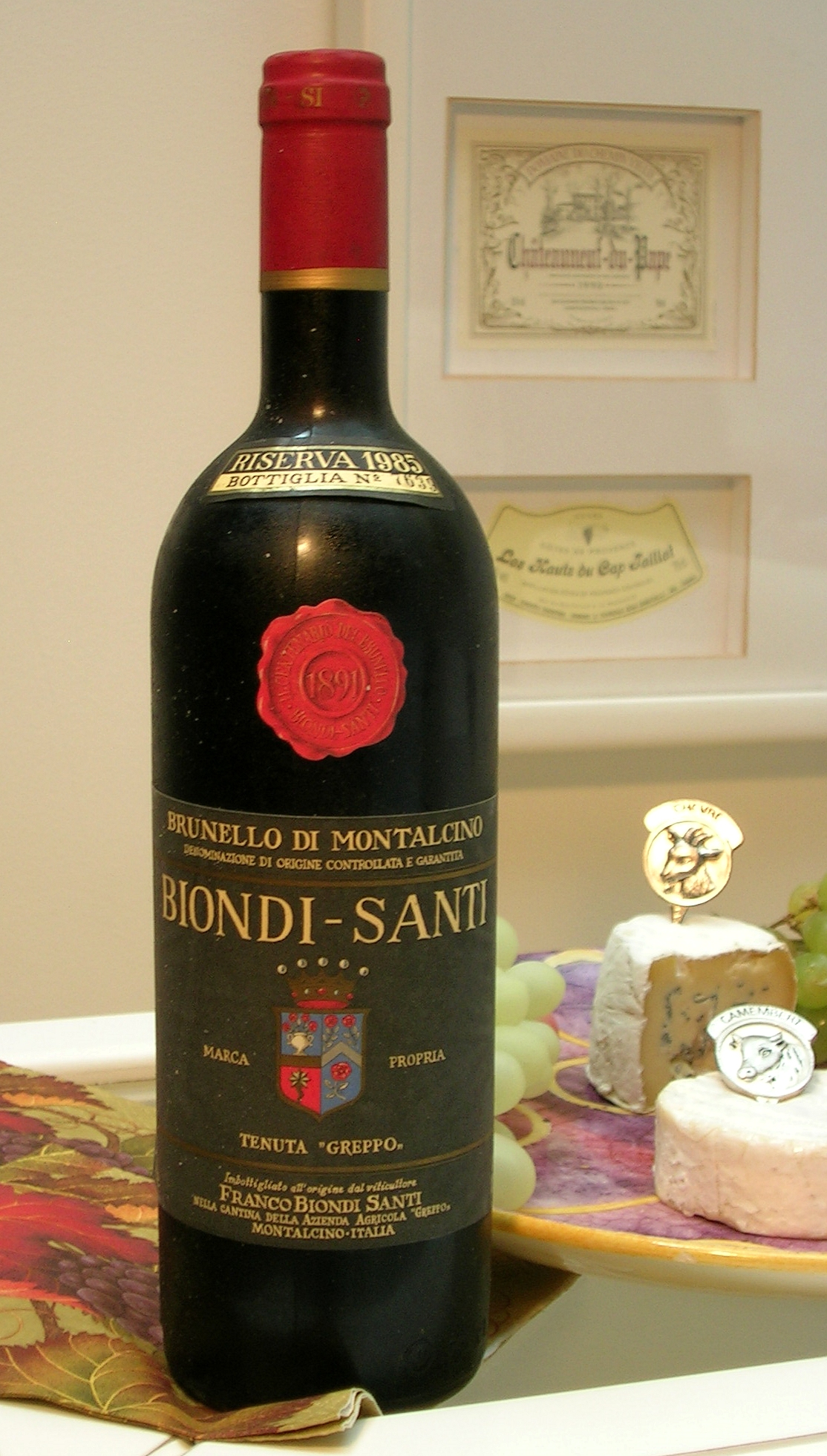
Brunello di Montalcino annata 1985

Fino alla seconda metà dell'Ottocento il vino più conosciuto ed apprezzato della zona era un vino bianco dolce, il Moscadello di Montalcino. Clemente Santi, farmacista e rinomato naturalista, iniziò a sperimentare verso la metà dell'Ottocento la produzione di un vino rosso; presentò alla "Esposizione dei prodotti naturali e industriali della Toscana" in Firenze due bottiglie di «vino rosso puro 1852». 
A Montalcino il vitigno veniva creduto una cultivar a sé stante, ma nel 1879 la Commissione Ampelografica della Provincia di Siena determinò che si trattava in realtà di un clone di Sangiovese.
La prima apparizione ufficiale del vino Brunello avvenne nel 1869, quando Clemente Santi vinse due medaglie d'argento per il «vino rosso scelto (Brunello) del 1865» alla Fiera Agricola di Montepulciano. 
Seguendo l'esempio di Santi altre famiglie locali iniziarono a produrre Brunello. Nel 1893 il Ministero dell'Agricoltura premiò un vino di Raffaello Padelletti e all'inizio del Novecento il Brunello di Riccardo Paccagnini vinse molti riconoscimenti sia nazionali (Esposizione Franco Italiana di Roma nel 1910), sia internazionali (Grand Prix per il Brunello 1894 e Medaille d'Or per uno del 1899). 
Nel 1885 il professor Martini della Scuola di Viticoltura e Enologia di Conegliano Veneto tenne una conferenza su "La ricchezza avvenire della provincia senese".
Ferruccio Biondi (che combatté a soli diciassette anni con Garibaldi nella battaglia di Bezzecca) era nipote di Clemente Santi e ne ereditò la tenuta nel 1885, sviluppando ulteriormente l'enologia. Il suo ruolo per lo sviluppo del nuovo vino fu tale che nel 1932 in un rapporto sulla viticoltura toscana il Ministero dell'Agricoltura dichiarò che il vino Brunello era «una recente creazione del dott. Ferruccio Biondi Santi di Montalcino». 
Tuttavia il Brunello rimase per molti anni un vino conosciuto ed apprezzato ma prodotto in quantità molto limitate. Nell'edizione del 1902 della "Guida vinicola della Toscana" di Edoardo Ottavi e Arturo Marescalchi vengono citati solo tre produttori di Brunello: Ferruccio Biondi Santi, Raffaello e Carlo Padelletti.
Nei primi decenni del XX secolo la produzione rimase limitata a pochi produttori, anche se il Brunello di Montalcino fu presentato da alla Mostra dei Vini Tipici Senesi nel 1932, 1933 e 1935. Dopo la seconda guerra mondiale si iniziò nuovamente a pensare alla produzione vitivinicola locale: nacque un primo accordo sulle regole di produzione del Brunello e dopo il 1950 il Consorzio del Brunello iniziò la promozione dell'etichetta, tanto che il Brunello fu offerto alla regina Elisabetta durante la visita ufficiale del presidente Saragat in Gran Bretagna. Rinomata produttrice e promotrice del Brunello è stata Francesca Colombini Cinelli, della fattoria Bardi, chiamata "Signora del Brunello".

## Tecniche di produzione
Le uve e il vino possono essere declassate alla DOC Rosso di Montalcino.
Nel corso della vendemmia si può compiere una cernita delle uve.
Nel corso dell'affinamento si potrà tenere il 6% del vino in contenitori diversi, da usare esclusivamente per le colmature.
Le operazioni di vinificazione, conservazione, invecchiamento in legno, affinamento in bottiglia ed imbottigliamento devono essere effettuate esclusivamente nella zona di produzione.
Le bottiglie devono essere di tipo bordolese, in vetro scuro e chiuse con tappo di sughero monopezzo.

## Disciplinare
Il Brunello di Montalcino è stato riconosciuto DOC con DPR del 28.03.1966.
In seguito ha ottenuto la DOCG con DPR del 01.07.1980, pubblicato sulla >Gazzetta Ufficiale n. 314. È stato successivamente modificato con 
- DPCM 04.1.1991, GU 80 (rettificato con DPCM)
- DM 24.06.1996. GU 157
- DM 19.05.1998, GU 133
- DM 30.11.2011, pubblicato sul sito ufficiale del Mipaaf[1]
- La versione attuale è nel DM 07.03.2014, pubblicato sul sito ufficiale del Mipaaf

## Tipologie

### Brunello di Montalcino
È prevista la menzione "vigna", che deve possedere un titolo alcolometrico minimo di 12,50%.
| uvaggio                        | Sangiovese (detto localmente Brunello) |
| titolo alcolometrico minimo    | 12,00% vol.                            |
| acidità totale minima          | 5,00 g/l.                              |
| estratto secco minimo          | 24,00 g/l                              |
| resa massima di uva per ettaro | 80 q.                                  |
| resa massima di uva in vino    | 68%                                    |

#### Invecchiamento
Il Brunello può essere messo in commercio dal 1º gennaio dell'anno successivo al termine dell'invecchiamento.
| Brunello                                                                             | Brunello riserva                                                               |
| cinque anni, di cui almeno due in botti di rovere e almeno quattro mesi in bottiglia | sei anni, di cui almeno due in botti di rovere e almeno sei mesi in bottiglia. |

#### Caratteri organolettici
Al banco di assaggio dal bicchiere emergono profumi di grande finezza e varietà: notevole speziatura, sentori ematici, frutta rossa in sottofondo. Al palato si avvertono tannini setosi e gli aromi di ciliegia matura e di lampone.

#### Abbinamenti consigliati
L'eleganza e il corpo armonico del vino permettono abbinamenti con piatti molto strutturati e compositi quali le carni rosse, la selvaggina da penna e da pelo, eventualmente accompagnate da funghi e tartufi. Trova abbinamento ottimale anche con piatti della cucina internazionale a base di carni o con salse. Il Brunello è anche vino da abbinamento ottimale con formaggi: tome stagionate e formaggi strutturati. Inoltre, per le sue caratteristiche, è godibile anche quale vino da meditazione. Il vino Brunello di Montalcino deve essere servito in bicchieri dalla forma ampia, al fine di poterne cogliere l'aroma composito ed armonioso. Dovrà essere servito ad una temperatura di circa 18 °C - 20 °C.

## Valutazione delle annate
Il Consorzio del Brunello di Montalcino pubblica annualmente la valutazione dell'annata che tiene conto della qualità del vino, della longevità e delle caratteristiche al consumo.
Risulta fondamentale l'andamento climatico durante la fase vegetativa (aprile-settembre), in quanto le precipitazioni, le temperature e le escursioni termiche giornaliere incidono profondamente sulle caratteristiche finali del prodotto.
| 1945 ***** | 1960 ***   | 1975 ***** | 1990 ***** | 2005 ****  | 2020 ***** |  | Legenda             |
| 1946 ****  | 1961 ***** | 1976 *     | 1991 ****  | 2006 ***** | 2021       |  | * ***** Eccezionale |
| 1947 ****  | 1962 ****  | 1977 ****  | 1992 **    | 2007 ***** | 2022       |  | * **** Ottima       |
| 1948 **    | 1963 ***   | 1978 ****  | 1993 ****  | 2008 ****  | 2023       |  | * *** Pregevole     |
| 1949 ***   | 1964 ***** | 1979 ****  | 1994 ****  | 2009 ****  |            |  | * ** Discreta       |
| 1950 ****  | 1965 ****  | 1980 ****  | 1995 ***** | 2010 ***** |            |  | * * Insufficiente   |
| 1951 ****  | 1966 ****  | 1981 ***   | 1996 ***   | 2011 ****  |            |  |                     |
| 1952 ***   | 1967 ****  | 1982 ****  | 1997 ***** | 2012 ***** |            |  |                     |
| 1953 ***   | 1968 ***   | 1983 ****  | 1998 ****  | 2013 ****  |            |  |                     |
| 1954 **    | 1969 **    | 1984 *     | 1999 ****  | 2014 ***   |            |  |                     |
| 1955 ***** | 1970 ***** | 1985 ***** | 2000 ***   | 2015 ***** |            |  |                     |
| 1956 **    | 1971 ***   | 1986 ***   | 2001 ****  | 2016 ***** |            |  |                     |
| 1957 ****  | 1972 *     | 1987 ***   | 2002 **    | 2017 ****  |            |  |                     |
| 1958 ****  | 1973 ***   | 1988 ***** | 2003 ****  | 2018 ****  |            |  |                     |
| 1959 ***   | 1974 **    | 1989 **    | 2004 ***** | 2019 ***** |            |  |                     |